# Маріон Котіяр
Маріо́н Котія́р (фр. Marion Cotillard; нар. 30 вересня 1975, Париж, Франція) — французька акторка театру, телебачення та кіно, співачка й екоактивістка. Володарка премій Оскар, Золотий глобус та BAFTA. Кавалерка та офіцерка ордена мистецтв та літератури.
За роль у стрічці «Довгі заручини» (2004) отримала премію «Сезар» у номінації «Найкраща акторка другого плану». 2008 року удостоєна премії «Оскар» у номінації «Найкраща акторка» за фільм «Життя у рожевому кольорі», в якому виконала роль Едіт Піаф. Маріон Котіяр стала другою акторкою, що здобула премію «Оскар» за роль у фільмі іноземною мовою. Раніше цей рекорд утримувала Софі Лорен, володарка «Оскара» 1962 року. Також за фільм «Життя у рожевому кольорі» Котіяр отримала премію «Золотий глобус» у номінації «Найкраща жіноча роль (комедія або мюзикл)» і премію Британської академії телебачення та кіномистецтва (BAFTA) у номінації «Найкраща акторка».

## Життєпис
Народилася 30 вересня 1975 року в Парижі в сім'ї акторки театру та театрального актора, режисера, засновника театральної трупи «Котіяр» і викладача у школі акторської майстерності. Дитинство Маріон пройшло в Орлеані, департамент Луаре, де вона навчалася в Консерваторії драматичного мистецтва і відвідувала курси співу. Однак професія батьків відіграла свою роль — вже у 6 рокі Маріон стала з'являтися на сцені — або подавала репліки матері, або грала в дитячих п'єсах, які спеціально для неї ставив батько.
Має двох молодших братів-близнюків: Квентін — скульптор і художник, Гійом — письменник.

## Кар'єра
У 1994 році знялася в епізоді («Нікуди бігти») американського телесеріалу «Горець». Після цього почала зніматися в кіно і на телебаченні. Першою на великому екрані стала роль Матильди у фільмі «Історія хлопчика, який хотів, щоб його поцілували» Філіпа Ареля про життя молодого і самотнього студента Рауля, який мріє про кохання і перший поцілунок. У тому ж році Котійяр отримала одну з головних ролей у молодіжному серіалі «Крайня межа», про життя студентства французького спортивного інституту. 1996 року виконала роль другого плану в драмі Арно Деплешена «Як я обговорював … (моє сексуальне життя)» та науково-фантастичній комедії Колін Серро «Зелена красуня». Попри ці спроби здобути нішу у французькому кіно в акторській кар'єрі Котійяр почався застій.

### Кінопрорив
1997 року за роль у театральній постановці «Припинена справа» (фр. Affaire classée) Котійяр отримала престижну театральну нагороду. Тоді ж її затвердили на роль Лілі Бертіно, нареченої головного героя, у комедійному бойовику Жерара Піреса «Таксі», сценаристом і продюсером якого виступив Люк Бессон. Ця пригодницька стрічка із захоплюючими гонками вулицями Марселя стала одним з найуспішніших фільмів Франції 1990-х і отримала широку міжнародну популярність, а Котійяр стала відома французькій та іноземній аудиторії, а також номінована за гру на головну кінопремію французького кіно, «Сезар», як найперспективніша акторка. В 2000 та 2003 роках вона продовжила роботу в тій же ролі у двох продовженнях франшизи, «Таксі 2» і «Таксі 3».
Після «Таксі» Котійяр утвердилася у французькому кінематографі і стала отримувати численні пропозиції. Серед помітних фільмів того часу з її участю історична любовна драма Франсіса Рессерса «Війна в горах» і військова драма П'єра Грімблата «Ліза». У 2000 році Котійяр була членкинею журі на фестивалі фантастичного кіно в Жерарме. У 2001 Котіяр зіграла свою першу головну кінороль в мелодрамі Жиля Паке-Бренне «Милі штучки», де зобразила відразу двох сестер-близнят Марі і Люсі. Обидві ролі вимагали від акторки співу у фільмі, для чого вона додатково пройшла місячні курси вокалу, вже маючи за плечима певну музичну освіту. За цей фільм Котіяр знову номінована на «Сезар» як найбільш обіцяюча акторка.
Хоча Котіяр в основному більш відома у Франції, картини з її участю принесли їй світову популярність. Вона знялася у трилері Гійома Нікло «Приватне розслідування» і в романтичній комедії Яна Самуеля «Закохайся в мене, якщо наважишся», де продемонструвала вміння створити зворушливе та романтичне амплуа протагоністки. За гру отримала премію найкращій акторці на кінофестивалі в Ньюпорт-Біч. У 2003 Котійяр знялася у своєму першому великому іноземному фільмі в роді Жозефіни, вагітної невістки головного героя фантастичної трагікомедії Тіма Бартона «Велика риба», де зібрався дуже серйозний акторський ансамбль з Юеном Мак-Грегором, Альбертом Фінні, Геленою Бонем Картер, Денні ДеВіто, Стівом Бушемі та Джессікою Ленг.

### На вершині кар'єри
Співпраця з режисером Жаном-П'єром Жене стала апогеєм у кар'єрі Котійяр. У драмі про Першу світову війну «Довгі заручини» 2004 року розповідається історія молодої дівчини Матильди (Одрі Тоту), яка шукає зниклого нареченого, засудженого на смерть разом зі ще чотирма солдатами за умисне нанесення собі каліцтв зі страху перед битвою. Маріон Котіяр зіграла Тіну Ломбарді, колишню повію, яка також шукає коханого, який загинув на війні, і Тіна зганяє гнів і розпач на обвинувачуваних, домагаючись їхньої смерті. Цю роль Котійяр виконала дуже життєво і, як зазначає режисер в аудікоментарях до фільму, під час фільмування переживала сильне емоційне напруження. За відмінну гру Котіяр отримала премію «Сезар» у номінації «Найкраща акторка другого плану».
Після міжнародного успіху «Довгих заручин» Котійяр стала однією з найзатребуваніших акторок французького кіно. У 2005 році вийшло шість фільмів з її участю, а в листопаді 2006-го відбулася прем'єра романтичної комедії Рідлі Скотта «Хороший рік», у якій Котіяр зіграла одну з головних ролей у парі з Расселом Кроу. В 2007 з'явилася на екрані в образі знаменитої французької співачки Едіт Піаф у фільмі «Життя в рожевому кольорі». На цю роль її обрали із сотень акторок. За фільм Котіяр отримала премію «Золотий глобус» у номінації «Найкраща жіноча роль (комедія або мюзикл)» та «Оскар» за «Найкращу жіночу роль».

## Інша діяльність
Котіяр — переконана борчиня за екологію, вона представниця організації «Грінпіс».
Прихильниця канадського рок-співака Гокслі Воркмена, Котійяр знялася у двох його кліпах.

## Фільмографія
| Рік  |    | Українська назва                                  | Оригінальна назва                                  | Роль                       |
| ---- | -- | ------------------------------------------------- | -------------------------------------------------- | -------------------------- |
| 1995 | ф  | Історія хлопчика, який хотів, щоб його поцілували | L 'histoire du garçon qui voulait qu'on l'embrasse |                            |
| 1995 | ф  | Заборонене відео                                  | Snuff Movie                                        |                            |
| 1996 | ф  | Comment je me suis disputé … (ma vie sexuelle)    |                                                    |                            |
| 1996 | ф  | Хлоя                                              | Chloé                                              |                            |
| 1996 | ф  | Зелена красуня                                    | La belle verte                                     |                            |
| 1996 | ф  | Щасливі 13                                        | La mouette                                         |                            |
| 1998 | ф  | Таксі                                             | Taxi                                               |                            |
| 1998 | ф  | Старіти заборонено                                | Interdit de vieillir                               |                            |
| 1999 | ф  | Війна в горах                                     | La Guerre dans le Haut Pays                        |                            |
| 1999 | ф  | Фурія                                             | Furia                                              |                            |
| 1999 | ф  | Блакить до самої Америки                          | Du bleu jusqu'en Amérique                          |                            |
| 2000 | ф  | Маркіз                                            | Le Marquis                                         |                            |
| 2000 | ф  | Таксі 2                                           | Taxi 2                                             | Лілі                       |
| 2001 | ф  | Бумер                                             | Boomer                                             |                            |
| 2001 | ф  | Ліза                                              | Lisa                                               |                            |
| 2001 | ф  | Милі штучки                                       | Les jolies choses                                  |                            |
| 2002 | ф  | Приватне розслідування                            | Une affaire privée                                 |                            |
| 2003 | ф  | Таксі 3                                           | Taxi 3                                             | Лілі                       |
| 2003 | ф  | Закохайся в мене, якщо наважишся                  | Jeux d'enfants                                     | Софі                       |
| 2003 | ф  | Велика риба                                       | Big Fish                                           | Жозефіна Блум              |
| 2004 | ф  | Невинність                                        | Innocence                                          |                            |
| 2004 | ф  | Довгі заручини                                    | Un long dimanche de fiançailles                    | Тіна Ломбарді              |
| 2005 | ф  | Еді                                               | Edy                                                |                            |
| 2005 | ф  | Кавалькада                                        | Cavalcade                                          |                            |
| 2005 | ф  | Кохання в повітрі                                 | Ma vie en l'air                                    |                            |
| 2005 | ф  | Марія                                             | Mary                                               | Гретхен Мол                |
| 2005 | ф  | При всій повазі до Вас                            | Sauf le respect que je vous dois                   |                            |
| 2005 | ф  | Чорний ящик                                       | La boîte noire                                     |                            |
| 2006 | ф  | Ти і я                                            | Toi et moi                                         |                            |
| 2006 | ф  | Чесна гра                                         | Fair Play                                          |                            |
| 2006 | ф  | Хороший рік                                       | A Good Year                                        | Фанні Шеналь               |
| 2007 | ф  | Життя у рожевому кольорі                          | La vie en rose                                     | Едіт Піаф                  |
| 2007 | ф  | Таксі 4                                           | Taxi 4                                             | Лілі                       |
| 2009 | ф  | Вороги суспільства                                | Public Enemies                                     | Евелін (Біллі) Фрешетт     |
| 2009 | ф  | Останній політ                                    | Le dernier Vol                                     |                            |
| 2009 | ф  | Дев'ять                                           | Nine                                               | Луїза Контіні              |
| 2010 | ф  | Початок                                           | Inception                                          | Мол Кобб                   |
| 2010 | ф  | Маленька брехня на спасіння                       | Les petits mouchoirs                               |                            |
| 2011 | ф  | Опівночі в Парижі                                 | Midnight in Paris                                  | Адріана                    |
| 2011 | ф  | Зараза                                            | Contagion Dr. Leonora Orantes                      | Леонора Орантес            |
| 2012 | ф  | Іржа та кістка                                    | De rouille et d'os                                 | Стефані                    |
| 2012 | ф  | Темний лицар повертається                         | The Dark Knight Rises                              | Міранда Тейт/Талія аль Гул |
| 2013 | ф  | Фатальна пристрасть                               | The Immigrant                                      | Єва Цибульська             |
| 2014 | ф  | Два дні, одна ніч                                 | Deux jours, une nuit                               | Сандра                     |
| 2015 | ф  | Макбет                                            | Macbeth                                            | Леді Макбет                |
| 2015 | мф | Маленький принц                                   | Le Petit Prince                                    | Роуз                       |
| 2016 | ф  | Ілюзія кохання                                    | Mal de pierres                                     | Гебріел                    |
| 2016 | ф  | Це всього лиш кінець світу                        | Juste la fin du monde                              | Катерина                   |
| 2016 | ф  | Шпигуни-союзники                                  | Allied                                             | Маріанна Босежур           |
| 2017 | ф  | Кредо вбивці                                      | Assassin's Creed                                   | Софія Райлін               |
| 2017 | ф  | Привиди Ісмаеля                                   | Les fantômes d'Ismaël                              | Карлотта Блум              |
| 2017 | ф  | Рок-н-рол                                         | Rock'n Roll                                        | Маріон Котіяр              |
| 2018 | ф  | Обличчя ангела                                    | Gueule d'ange                                      | Марлен                     |
| 2019 | ф  | Ми закінчимо разом                                | Nous finirons ensemble                             | Марі                       |
| 2020 | ф  | Дулітл                                            | Dolittle                                           | Туту (голос)               |
| 2021 | ф  | Аннетт                                            | Annette                                            | Енн                        |
| 2023 | ф  | Астерікс і Обелікс: Шовковий шлях                 | Astérix et Obélix : L'Empire du Milieu             | Клеопатра                  |
| 2023 | с  | Екстраполяції                                     | Extrapolations                                     | Сільві Боло (1 епізод)     |
| 2023 | ф  | Лі                                                | Lee                                                | Соланж Д'Айен              |

## Визнання
У 2010 році Маріон Котіяр було нагороджено Орденом мистецтв та літератури (кавалер).